# Beomgyu
Beomgyu, nascido Choi Beom-gyu (hangul: 최범규; Daegu, 13 de março de 2001) é um cantor, compositor e dançarino coreano, membro do boy group Tomorrow X Together.

## Carreira
Em janeiro de 2019, após dois anos em treinamento, Beomgyu foi o quinto e último a ser confirmado como membro do Tomorrow X Together, novo grupo da Big Hit Entertainment, em um vídeo no YouTube. Ele fez sua estreia oficial com seu grupo em 4 de março de 2019 com o mini-álbum The Dream Chapter: Star.

## Discografia

### Composições
| Artista | Ano  | Canção                          | Álbum                              | Notas                      |
| ------- | ---- | ------------------------------- | ---------------------------------- | -------------------------- |
| TXT     | 2020 | "Maze in the Mirror"            | The Dream Chapter: Eternity        | Produtor/Compositor        |
| TXT     | 2020 | "Sweat"                         | -                                  | Produtor/Compositor        |
| TXT     | 2021 | "What if I had been that PUMA"  | The Chaos Chapter: FREEZE          | Compositor                 |
| TXT     | 2021 | "No Rules"                      | The Chaos Chapter: FREEZE          | Compositor                 |
| TXT     | 2021 | "Moa Diary (Dubaddu Wari Wari)" | The Chaos Chapter: FIGHT OR ESCAPE | Compositor/FanSong         |
| TXT     | 2021 | "Sweet Dreams"                  | -                                  | Christmas Carol/Compositor |
| TXT     |      | "Thursday Child Has Far To Go"  | minisode 2 thursday's child        | Produtor/Compositor        |

Outras canções
| Ano  | Título        | Formato                     | Notas |
| ---- | ------------- | --------------------------- | ----- |
| 2020 | In My Blood   | Download digital, streaming | Cover |
| 2020 | Thank u, Next | Download digital, streaming | Cover |
| 2020 | F2020         | Download digital, streaming | Cover |
| 2021 | Sriracha      | Download digital, streaming | Cover |

## Filmografia

### Programas online
| Ano  | Título                      | Canal            | Notas                        | Episódios  |
| ---- | --------------------------- | ---------------- | ---------------------------- | ---------- |
| 2019 | TALK X TODAY                | V Live & YouTube | Reality Show, 4 temporadas   | 30         |
| 2020 | TO DO X TOMORROW X TOGETHER | V Live & Weverse | Programa de variedades       | Em emissão |
| 2020 | WeeklyTXT                   | AbemaTV          | Reality Show semanal japonês | Em emissão |
| 2020 | TALK X TODAY : ZERO         | V Live & YouTube | Reality Show pré estreia     | 3          |

### Televisão
| Ano  | Título        | Canal | Notas       |
| ---- | ------------- | ----- | ----------- |
| 2019 | One Dream.TXT | Mnet  | 8 episódios |

### Rádio
| Ano  | Título              | Estação     | Início      | Término     | Notas              |
| ---- | ------------------- | ----------- | ----------- | ----------- | ------------------ |
| 2021 | Day6 Kiss the Radio | KBS Cool FM | 23 de março | 06 de abril | Convidado especial |